# Steve Christian
Steven Raymond Christian (* 26. června 1951, Adamstown, Pitcairnovy ostrovy) je bývalý pitcairnský politik a starosta. Světově neblaze proslul skandálem ohledně pohlavního zneužívání nezletilých pitcairnských dívek, za což byl odsouzen.

## Rodina
Narodil se v Adamstownu na Pitcairnově ostrově. Jeho otec byl Ivan Roa Christian, potomek vůdce vzpoury na HMAV Bounty Fletchera Christiana a matka Verna Carlene „Dobrey“ Youngová, potomek dalšího vzbouřence, Neda Younga. V roce 1972 se oženil s Olive Jal Brownovou, s níž má čtyři děti: Trenta, Randy, Shawna a Taniu.

## Politická kariéra
Z rodiny Christianů již po generace pocházelo mnoho starostů a předáků obce, Steve tak měl mezi ostrovany vliv ještě před tím, než se roku 1976 stal členem Ostrovní rady. Členem rady byl i v roce 1982 a o tři roky později zastával funkci předsedy Vnitřního výboru (Internal Committee); tuto pozici zastával i později v letech 1991, 1992, 1994, 1995,1998 a 1999, kdy byl poprvé zvolen starostou (Mayor).
Úřad pitcairnského starosty Christian zastával od 7. prosince 1999 do 30. října 2004. Jako takový představoval hlavu vlády populačně nejmenšího samosprávného území na světě (pouhých 44 obyvatel v prosinci 2004). Na ostrově sloužil také jako údržbář, zubař, obsluhoval rentgen a kormidlo tzv. dlouhých člunů, které představují jediný prostředek fyzického spojení s okolním světem. Z úřadu byl formálně odvolán 30. října 2004 poté, co byl 24. října odsouzen.

## Soud za sexuální zločiny
V roce 2004 byl společně se šesti dalšími pitcairnskými muži, včetně svého syna Randyho, předvolán k pitcairnskému Nejvyššímu soudu (kterému v zastoupení britské vlády předsedali novozélandští soudci) kvůli obvinění ze znásilnění a pohlavního zneužívání dětí; měl opakovaně napadnout množství žen, včetně několik dětí v průběhu několika let, přičemž měl využít odlehlosti ostrova i své mocenské pozice, aby své oběti umlčel. Všechna obvinění odmítl, přiznal však sex s několika poškozenými. Dne 24. října 2004 byl shledán vinným z pěti znásilnění z obvinění.
Dne 8. listopadu 2004 byla Christianova sestra Brenda, která zastávala funkci obecní policistky, Ostrovní radou zvolena jako dočasný nástupce do doby nových voleb, naplánovaných na 15. prosince 2004, ve kterých byl zvolen starostou Jay Warren, který byl u soudu osvobozen.